# Знайди на щастя підкову
Знайди на щастя підкову — радянський художній фільм 1983 року, знятий на кіностудії «Молдова-фільм».

## Сюжет
Про долю двох жінок: Ілінка — учасниця партизанського руху, мати двох прийомних дітей; Варвара — голова колгоспу, секретар райкома партії…

## У ролях
- Тамара Сьоміна — Ілінка
- Клара Лучко — Варвара
- Григоре Григоріу — Дмитро
- В'ячеслав Мадан — Кирило (озвучив Володимир Конкін)
- Борис Бекет — Штефан
- Ніна Доні — Клавдія
- Зінаїда Славіна — Євдокія
- Сергій Іорданов — Віктор
- Валеріу Купча — Антон Григораш
- Олексій Ревенко — Костаке
- Олена Тонунц — Анна Андрієш і Аннушка
- Світлана Тулгара — Тудоріца
- Едуард Аблам — епізод
- Василь Бузату — епізод
- Філіп Даскел — Арсеній
- Лідія Валянська — епізод

## Знімальна група
- Режисери — Микола Гібу, Зінаїда Чиркова
- Сценаристи — Зінаїда Чиркова, Микола Гібу
- Оператор — Іван Поздняков
- Композитор — Євген Дога
- Художник — Аурелія Роман